# Palais Zevallos
Ne doit pas être confondu avec Habitation Zévallos.
Le palais Zevallos (parfois appelé palais Colonna di Stigliano) est un palais construit au XVIIe siècle et situé à Naples, 185 Via Toledo, dans le quartier historique de San Ferdinando. Il comporte une galerie d'exposition qui retrace l'histoire du bâtiment, et qui présente au public des œuvres d'artistes milanais ainsi qu'une toile de van Wittel et le Martyre de sainte Ursule de Caravage.

Le palais est l'ancienne succursale napolitaine de la Banca Commerciale Italiana.

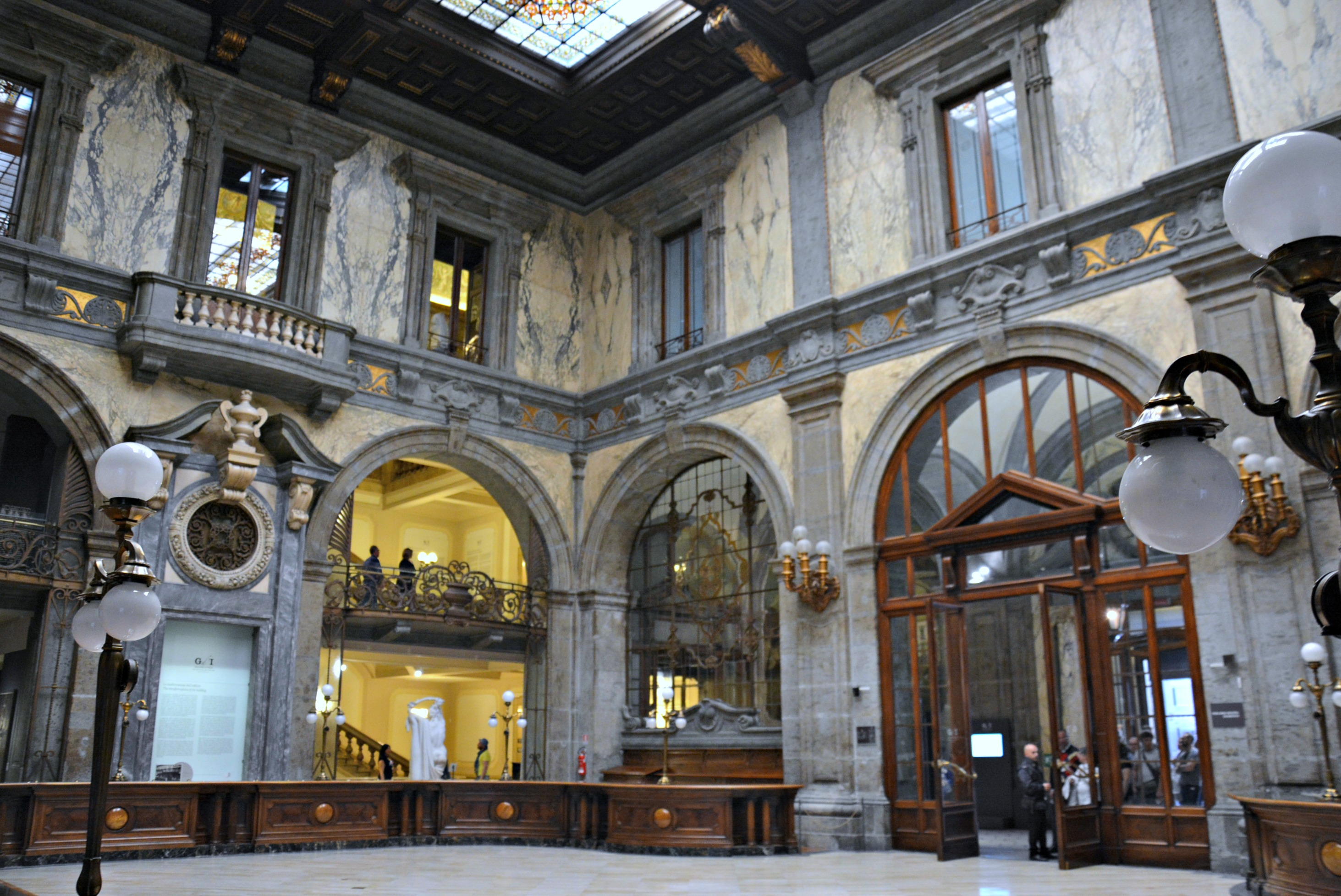
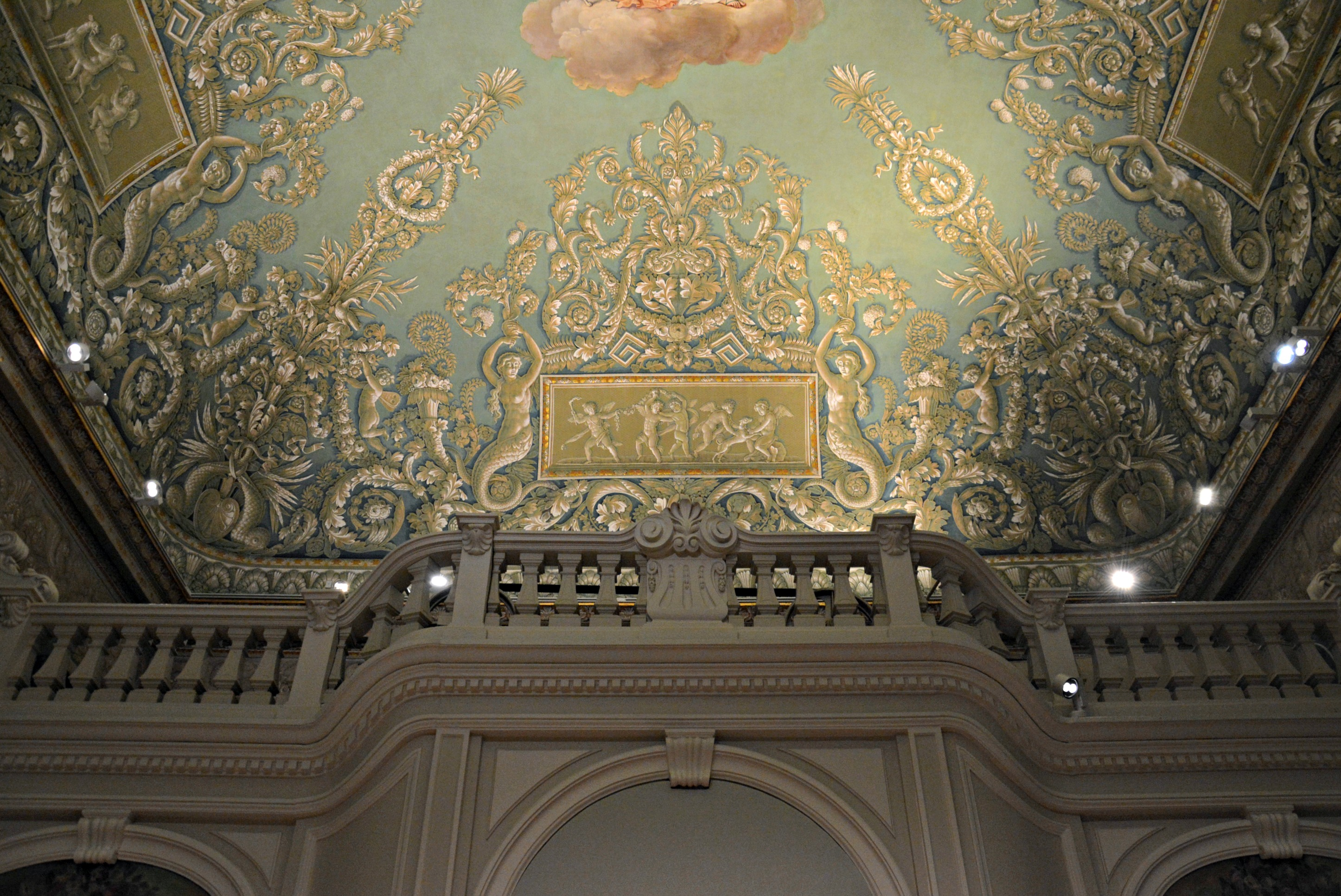
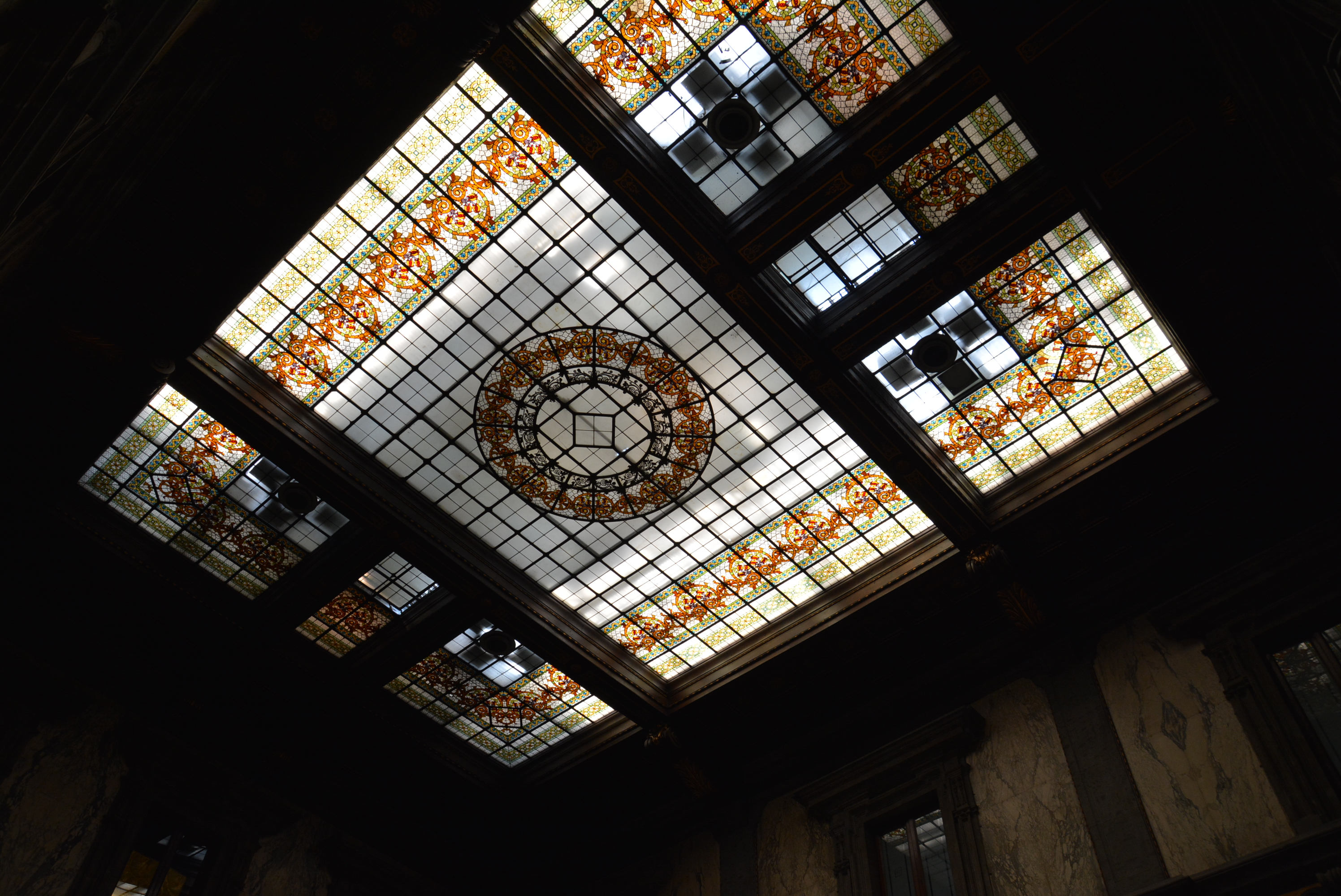
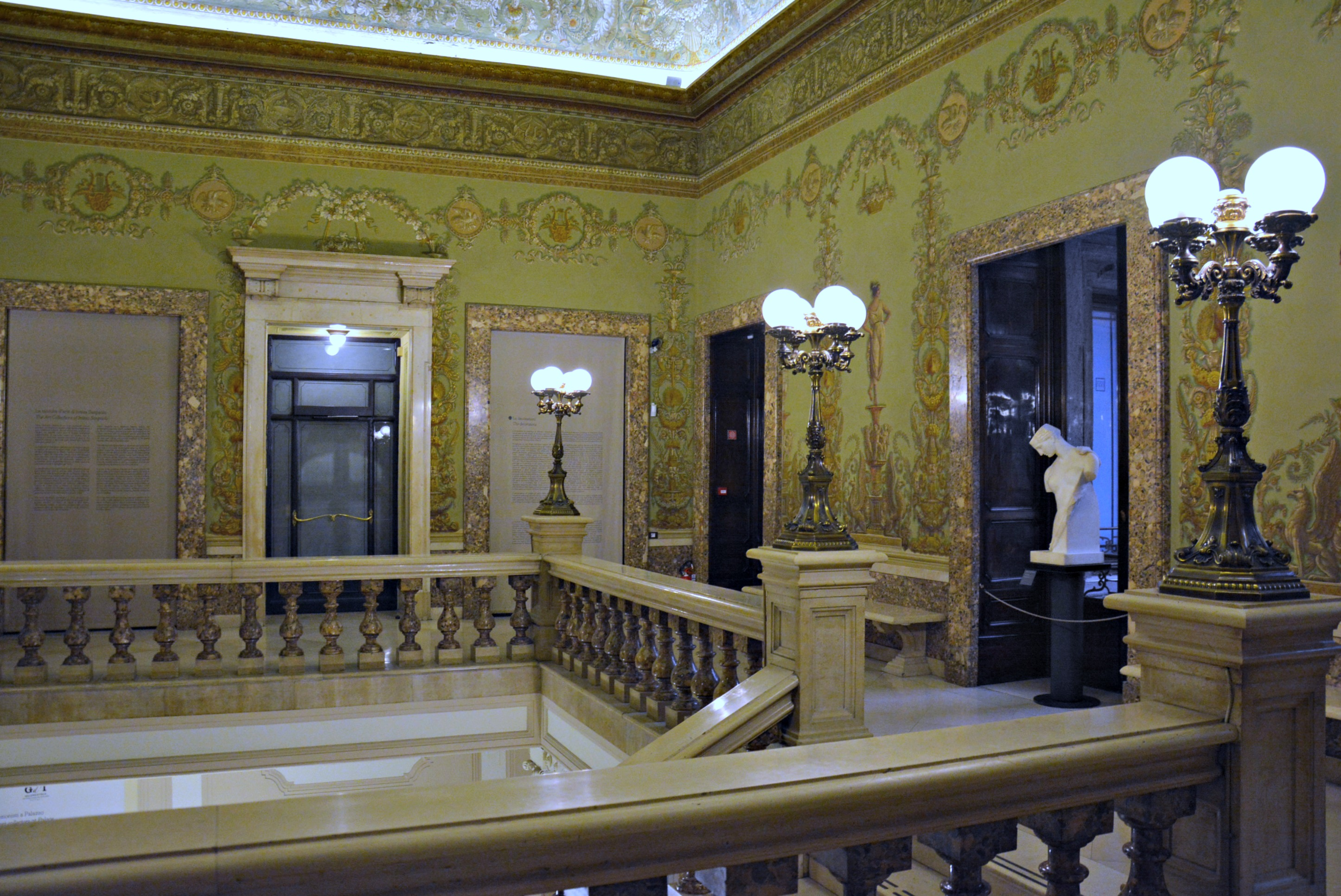
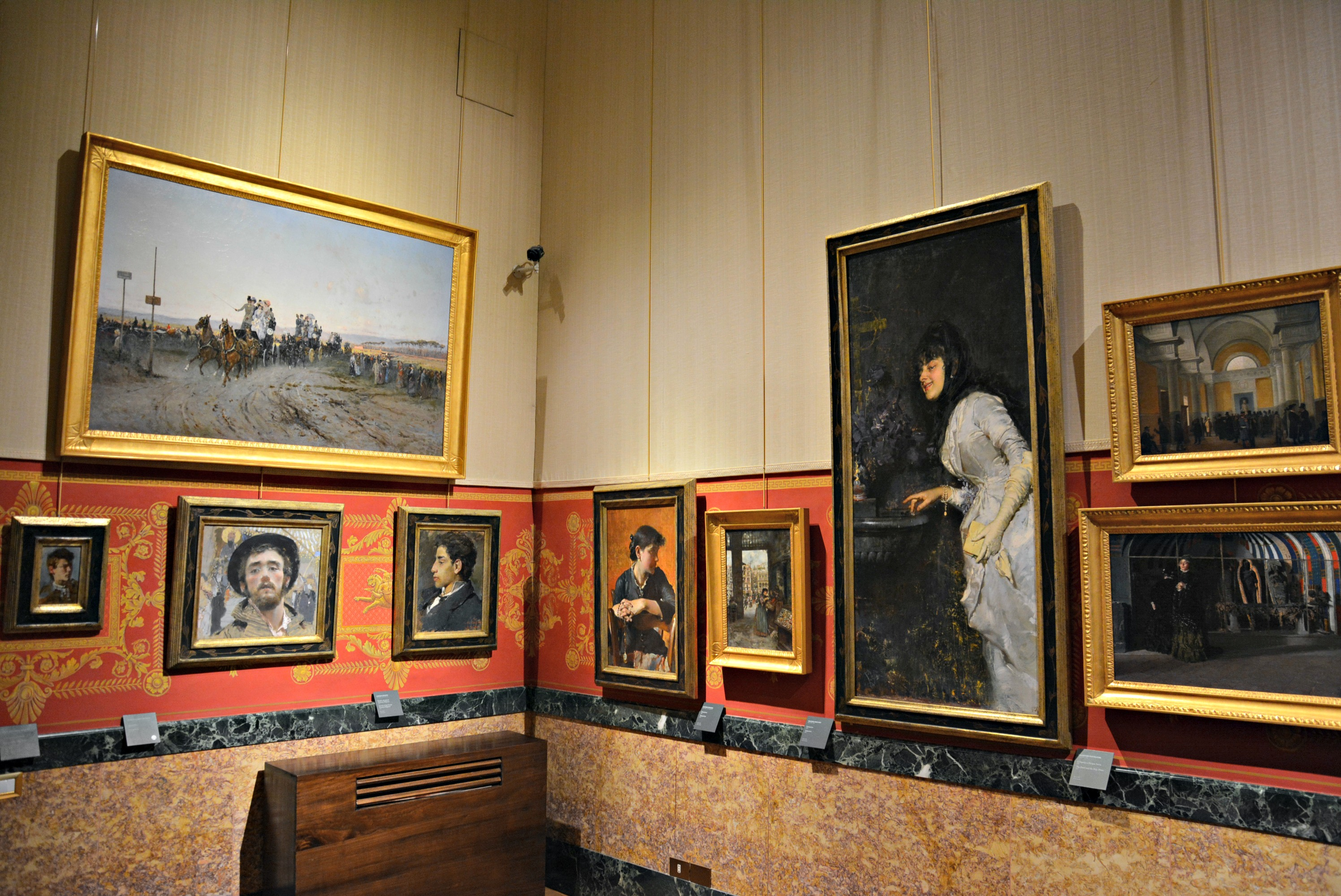